# Krupka (hrad)
Krupka (též Rosenberg) je zřícenina gotického hradu nad městem Krupka v okrese Teplice. Hrad stojí na vrcholu ostrožny zprava obtékané Horským potokem v nadmořské výšce 350 metrů. Od roku 1964 je chráněn jako kulturní památka.

## Historie
Hrad byl založen na počátku 14. století pravděpodobně králem Václavem II. V písemných pramenech je poprvé zmiňován až roku 1330, kdy ho od krále Jana Lucemburského získal Těma z Koldic. Koldicům hrad s krátkými přestávkami patřil až do roku 1504. Během husitských válek stáli Koldicové na katolické straně a hrad byl několikrát dobýván. Roku 1426 byla v jeho blízkosti pobita velká skupina urozených pánů, kteří prchali z bitvy u Ústí. Tehdy se hrad asi ubránil. Je možné, že byl dobyt během spanilé jízdy během roku 1429. Určitě ho dobyl hejtman Jakoubek z Vřesovic roku 1433. V období let 1436–1437 se zde jednalo o míru. Posledním majitelem z Koldiců byl Těma V., který se silně zadlužil a hrad použil jako odškodnění věřitelů.
Po Koldicích se na Krupce vystřídala řada majitelů: Arnošt ze Šumburka (1487–1494), Jindřich ze Starschedlu (od roku 1490), Jindřich ze Šlejnic (od roku 1504), Albrecht II. z Kolovrat (do smrti v roce 1510), Bernard z Valdštejna, Jáchym z Maltzanu (1523–1528), Zdeněk Lev z Rožmitálu (1530–1535) a jeho syn Adam (1535–1537) a Václav z Vartenberka (od roku 1537). Václav se na straně stavů zúčastnil stavovského povstání v letech 1546–1547, za což byl v srpnu 1547 roku odsouzen králem Ferdinandem I. ke ztrátě části majetku. Krupka se tak stala královským panstvím, které však král brzy zastavil Volfovi z Vřesovic za deset tisíc tolarů. Zástavní listina však pochází až z roku 1551. Po Volfově smrti panství krátce patřilo jeho dětem, ale v roce 1577 ho královská komora vyplatila a spravovala ho prostřednictvím hejtmanů. Teprve roku 1615 hrad od krále Matyáše získal nejvyšší purkrabí Adam ze Šternberka. Od roku 1621 zůstal hrad neobydlený a pravděpodobně ho využívala různá vojska během třicetileté války. V letech 1695–1697 nechali Šternberkové ve zřícenině postavit s využitím materiálu z trosek úřední dům zvaný Horský zámek.

## Stavební podoba
Původní královský hrad měl přibližně obdélný půdorys a patřil k hradům s obvodovou zástavbou. Jeho dominantou byl plochostropý donjon na severní straně. K němu snad podél západní strany přiléhal dlouhý, jen z malé části zachovaný, palác. K výraznému rozšíření hradu došlo během pozdně gotické přestavby, během které byl celý hrad obehnán parkánovou hradbou a kritická místa zesílena. Jednalo se o zajištění první a druhé brány masívní polookrouhlou baštou a o výstavbu štítové zdi na jižní straně. Zeď je silná 6,5 m, ve středu obsahuje dělovou komoru a ze západu ji chrání polookrouhlá bašta. Nad štítovou zdí byla postavena masivní okrouhlá věž, která v dochované části neobsahuje žádné vnitřní prostory. Pravděpodobně sloužila jako další postavení pro dělo, které odtud mohlo kontrolovat přístupovou cestu do města Krupky.

## Galerie

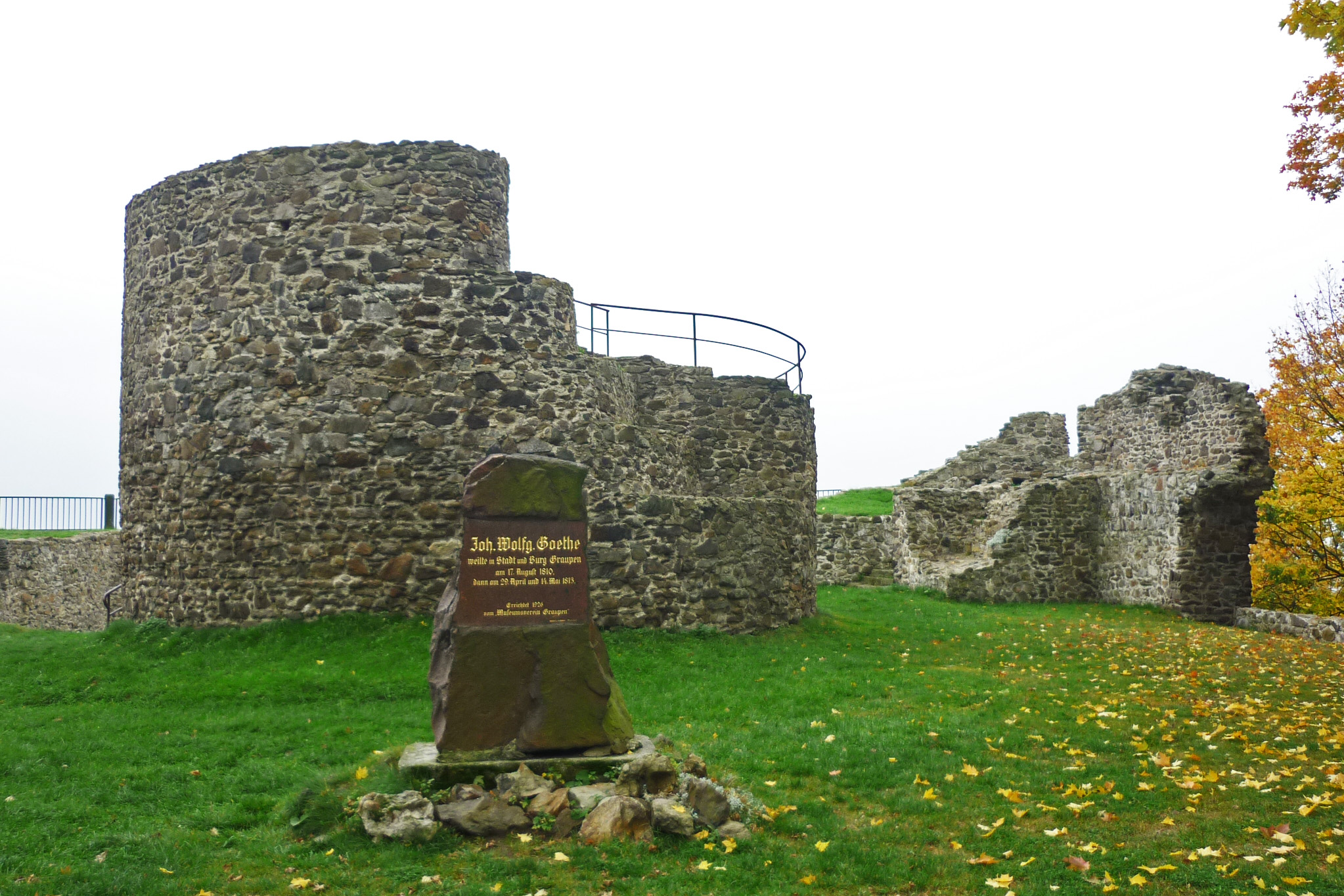
Torzo věže nad štítovou zdí
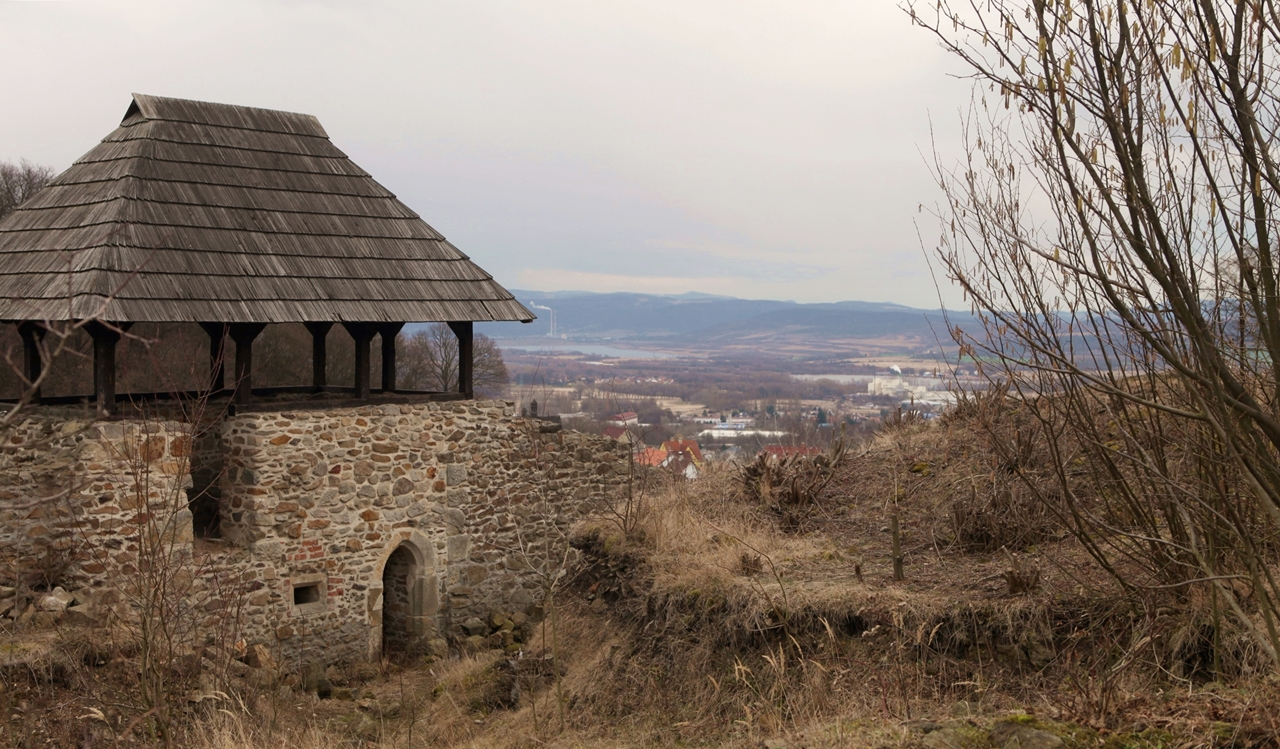
Torzo věžovité stavby na východní straně upravené na vyhlídku
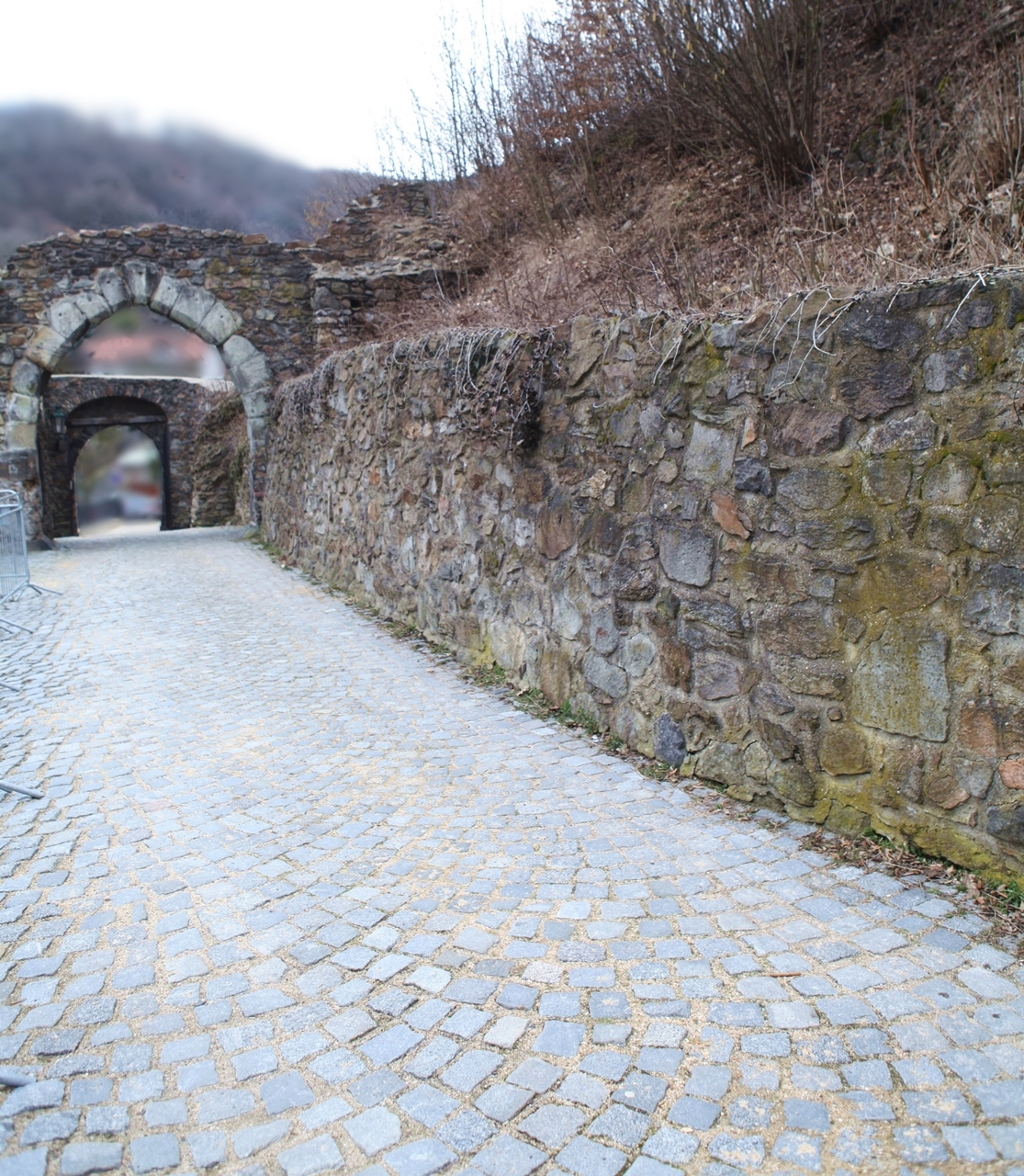
Přístupová cesta nad první a druhou bránou
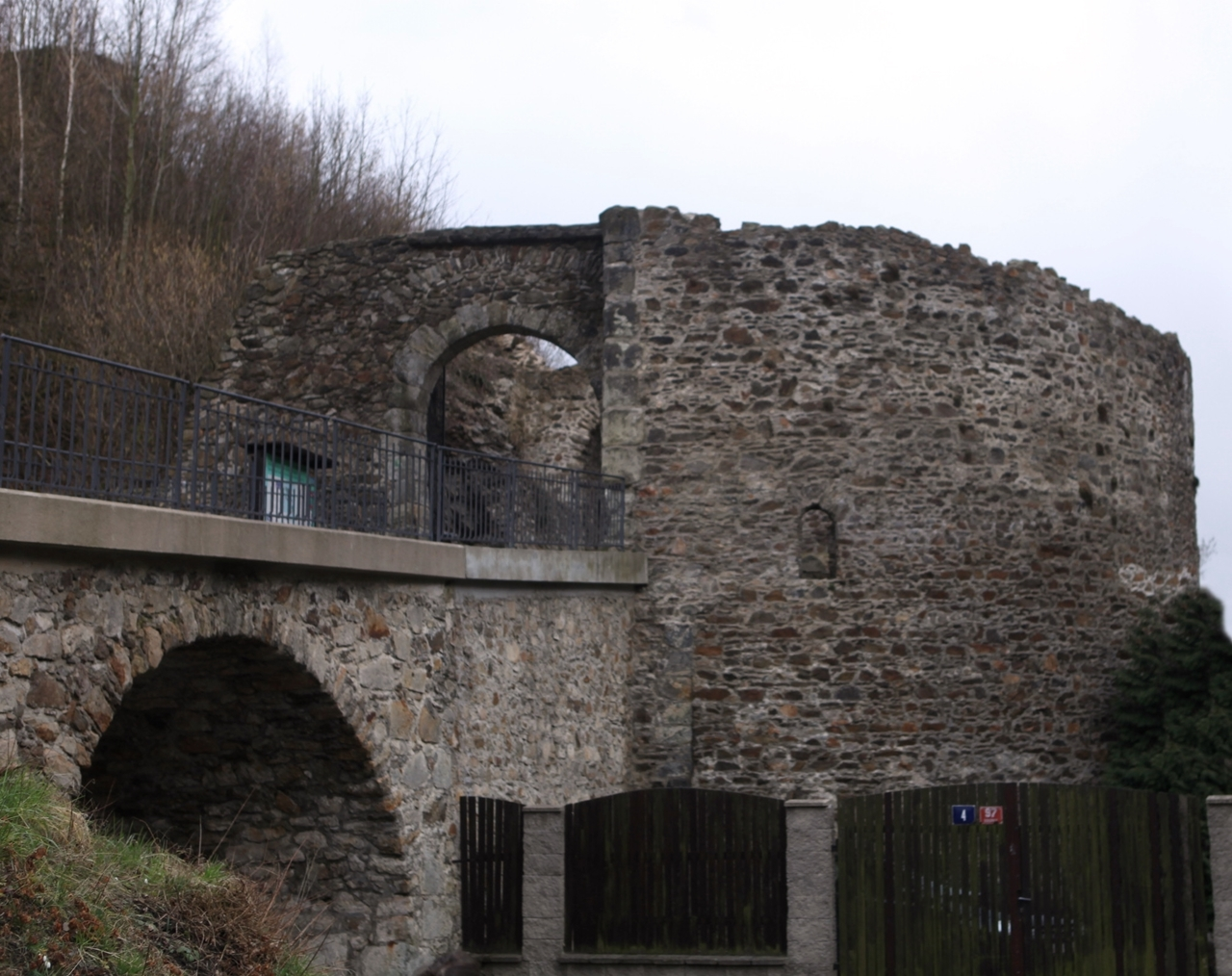
První brána
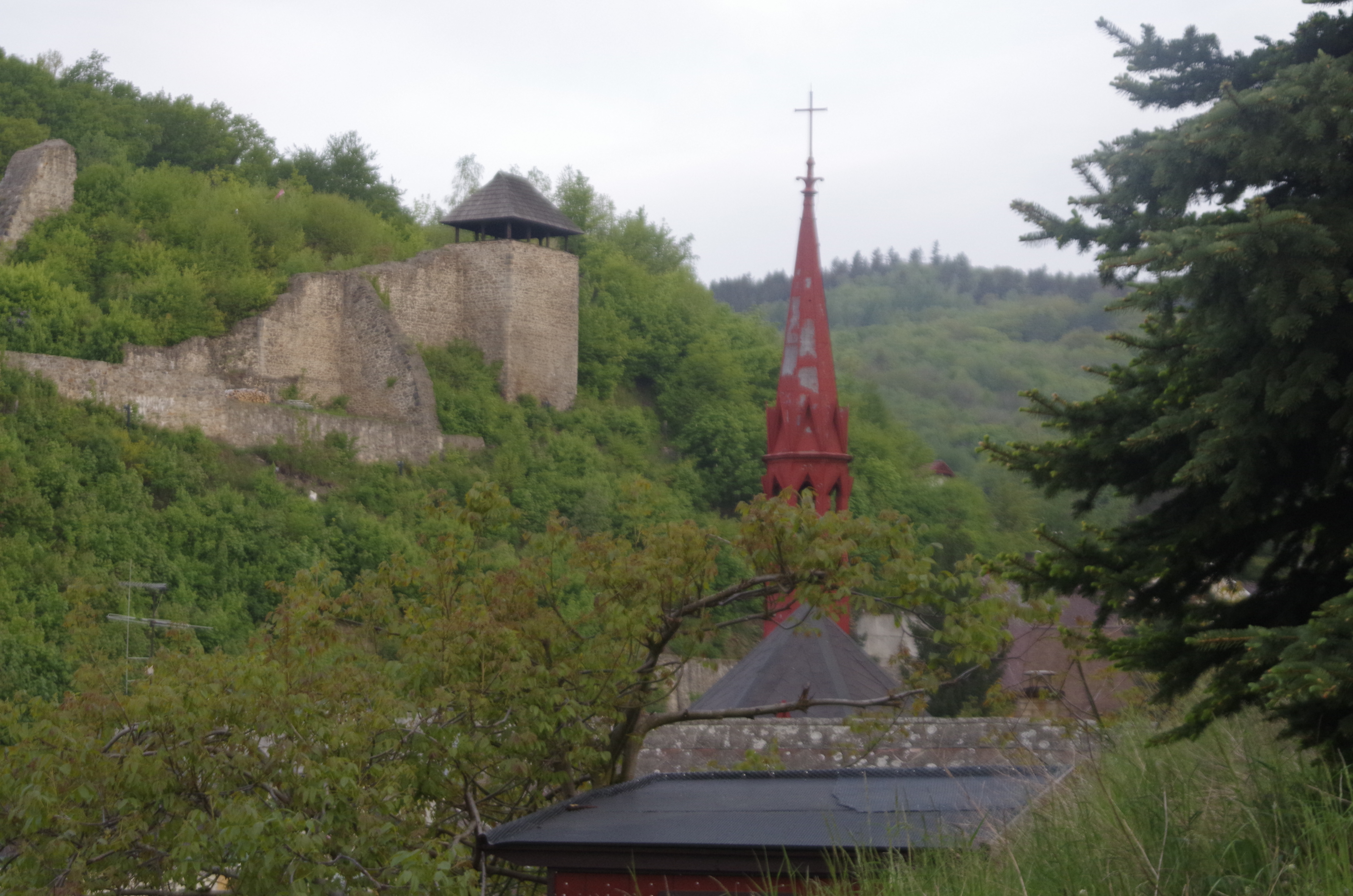
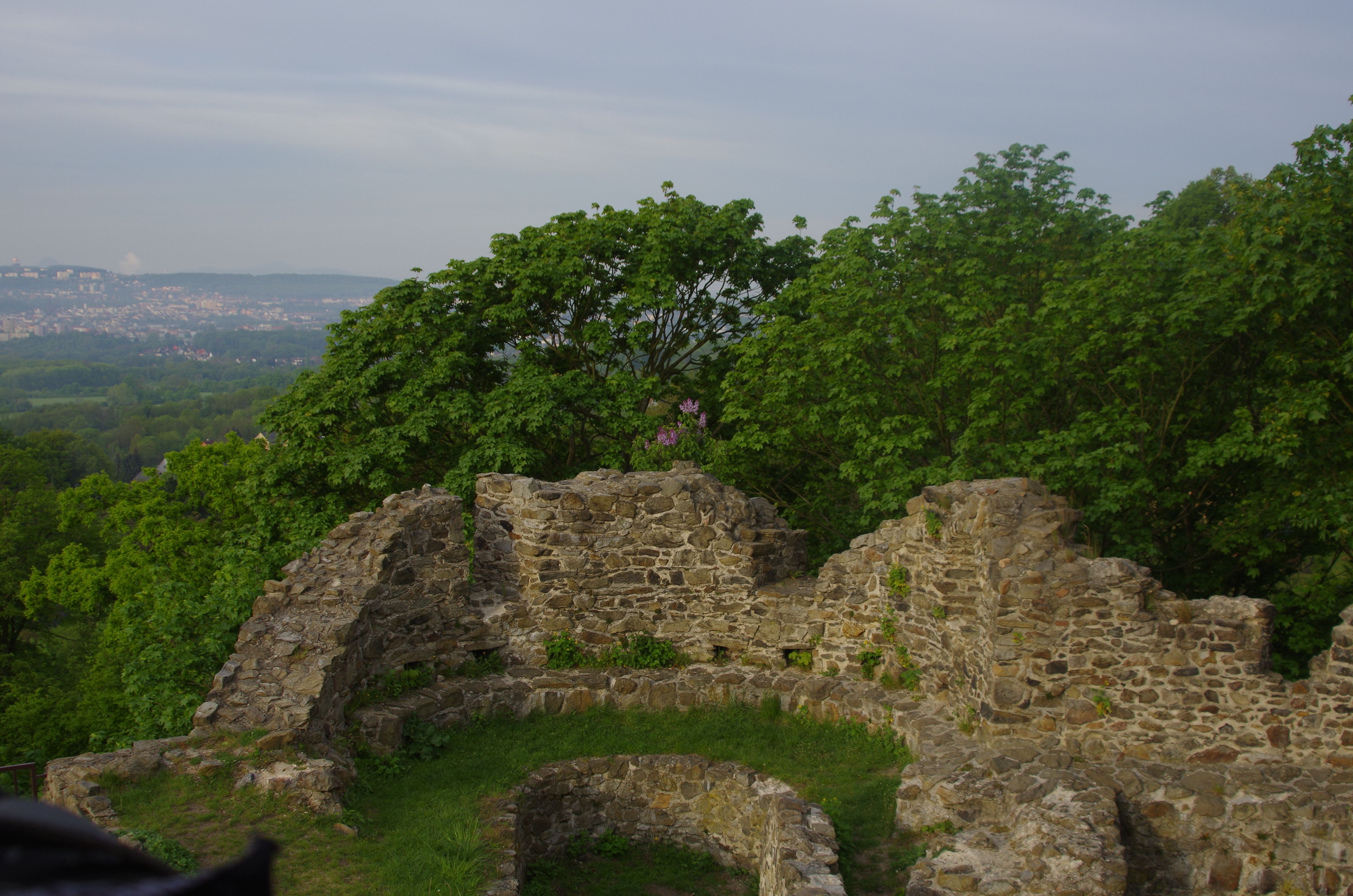